# إنترناشيونال سوبر ستار سوكر ديلوكس
إنترناشيونال سوبر ستار سوكر ديلوكس (بالإنجليزية: International Superstar Soccer Deluxe)‏ ، هي لعبة إلكترونية أنتجها شركة كونامي عام 1995م، وكما كانت نظام التشغيل سوبر نينتندو عام 1995، إلا أن طلبات الإصدار كانت في الازدياد وبالتحديد في قارة أوروبا، فصدرت نظامي ميجا درايف وبلاي ستيشن عام 1997م.
وتسمى في النسخة اليابانية جيكويو ورلد سوكر 2: فايتنغ إليفين إن جابان، وهي النسخة المخصصة في اليابان والتي تعمل بنظام سوبر نينتندو إنترتنمنت سيستم الحصرية.

## النسخ الأجنبية واليابانية
تتكون عدد المنتخبات حسب احتياجات البيئة الأجنبية والبيئة اليابانية

### النسخة الأجنبية
في قائمة المنتخبات، وفرت النسخ الأجنبية (الأوروبية/الأمريكية) بتزويد عدد منتخبات الأوروبية تناسباً مع البيئة الأوروبية وزيادة الأرباح، وتشمل المنتخبات الوطنية مايلي:
| - إنجلترا - ألمانيا - إيطاليا - فنلندا - ليتوانيا - ويلز - إسكتلندا - أيرلندا الشمالية - فرنسا - أندورا - البرتغال - جزر فارو - سلوفينيا - إسبانيا - هولندا - النرويج | - سويسرا - جمهورية التشيك - الدنمارك - لوكسمبورغ - النمسا - بلجيكا - إستونيا - بولندا - رومانيا - روسيا - بلغاريا - سلوفينيا - ألبانيا - السويد - كرواتيا - اليونان | - اليابان - تركيا - الإمارات العربية المتحدة - أفغانستان - إيران - كوريا الجنوبية - منغوليا - نيجيريا - ساحل العاج - الكاميرون - مصر - جيبوتي - أنغولا - المغرب - غينيا - ليبيريا - جنوب إفريقيا - تونس - البرازيل - الإكوادور - الأرجنتين - كولومبيا - المكسيك - الولايات المتحدة - كندا - جامايكا - غواتيمالا - الأوروغواي - باراغواي - تشيلي - بوليفيا - بيرو - فنزويلا |

### النسخة اليابانية
أما النسخة اليابانية، فهي تختار أقوى المنتخبات التي ينافس المنتخب الياباني لكرة أوقيانوسيا القدم للتفوق الآسيوي حسب رؤية صانعي كونامي، فتختار 13 أفريقيا عدد 27 منتخباً أوروبياً بالإضافة أوقيانوسيا 6 إلى 13 منتخبات آسيوية وبعض المنتخبات من القارة الأمريكية، وهي مايلي:
| - إيطاليا - هولندا - ألمانيا - البرتغال - إسبانيا - بلجيكا - ألبانيا - إنجلترا - فرنسا - الدنمارك - أيرلندا - لاتفيا - جزر فارو - سلوفينيا - إسرائيل - النرويج - السويد | - كرواتيا - روسيا - رومانيا - لوكسمبورغ - آيسلندا - سويسرا - اليونان - بلغاريا - اليابان - السعودية - إيران - العراق - الإمارات العربية المتحدة - كوريا الشمالية - سريلانكا - أفغانستان - ماليزيا - منغوليا - كوريا الجنوبية - الصين - أوزبكستان | - نيجيريا - الكاميرون - المغرب - كينيا - غينيا الاستوائية - جنوب إفريقيا - غينيا - ليبيريا - ساحل العاج - تونس - الولايات المتحدة - كوستاريكا - كندا - ترينيداد وتوباغو - المكسيك - جامايكا - غواتيمالا - البرازيل - الأرجنتين - كولومبيا - الأوروغواي - باراغواي - بيرو - تشيلي - بوليفيا - فنزويلا - الإكوادور - أستراليا - نيوزيلندا - فيجي - بابوا غينيا الجديدة - جزر سليمان - تاهيتي |

## خيارات المنشأت الرياضية

ظهور عبارة "كرة القدم" باللغة العربية أثناء اللعبة في أعلى الشاشة بملعب إفتراضي في نيجيريا.

تتوفر خيارات بيئة الملاعب حسب اختيار اللاعب أو المشتري للعبة، فتوفر عدد 8 منشأت رياضية، وبالإضافة لاختيار وضع البيئة كالمطر أو الصيف أو الثلج، وتشمل هذه الملاعب المستضيفة لهذه البلدان هي:
- الولايات المتحدة
- إسبانيا
- إيطاليا
- إنجلترا
- ألمانيا
- البرازيل
- نيجيريا ، وتظهر عبارة «كرة القدم» باللغة العربية.
- اليابان

## وصلات خارجية
- International Superstar Soccer Deluxe على موبي غيمز
- The Guardian "The Beautiful Game" – Round-up of retro (or "old school") soccer video games, with a mini-review of ISS Deluxe on the SNES.
- "Goal bug International Superstar Soccer SNES"